# Robert Henley (2e baron Henley)
Robert Henley, 2e baron Henley (3 septembre 1789 - 3 février 1841), est un avocat britannique et homme politique.

## Biographie
Né Robert Henley Eden, il est le fils de Morton Eden (1er baron Henley), et d'Elizabeth Henley, fille cadette du Lord grand chancelier Robert Henley (1er comte de Northington) (v. 1708 - 1772). Il est maître à la chancellerie de 1826 à 1840 et entre 1826 et 1830, il est également député de Fowey. En 1830, il succède à son père comme deuxième baron Henley, mais comme il s'agit d'une Pairie d'Irlande, cela ne lui donne pas droit à un siège à la Chambre des lords. L'année suivante, Lord Henley prend sous licence royale le nom de famille de Henley au lieu d'Eden, celui de ses ancêtres maternels, et la même année, il publie une biographie de son grand-père maternel, intitulée Mémoire de la vie de Robert Henley, comte de Northington, Lord High Chancellor de Grande-Bretagne.
Il épouse Harriet Peel, fille de Robert Peel (1er baronnet) et sœur du Premier ministre, Robert Peel, en 1823. Il meurt en février 1841, à l'âge de 51 ans. Son fils Anthony Henley (3e baron Henley) lui succède comme baron. Lady Henley est décédée en 1869.